# Armin Stöckl

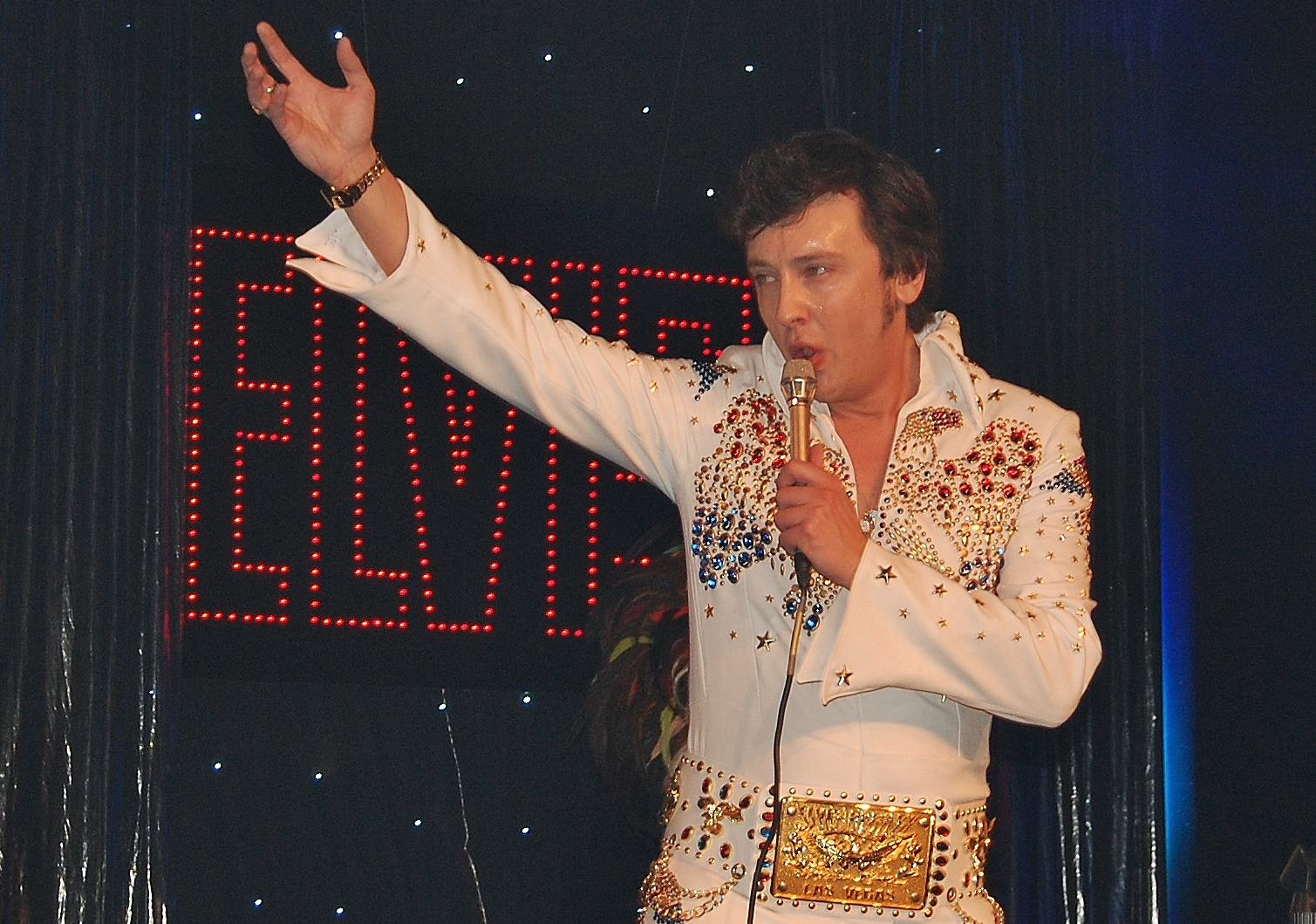
Armin Stöckl als Elvis-Double (2015)

Armin Stöckl (* 4. Juni 1983) ist ein deutscher Sänger und Fernsehmoderator.

## Leben
Mit sechs Jahren nahm Armin Stöckl Klavierunterricht und trat zuerst in kleinen Musikformationen in seiner niederbayerischen Heimat auf. 2002 lernte er durch eine selbst aufgenommene Musikkassette seinen heutigen Manager Max Lechner kennen. Schon zwei Wochen später trat Armin Stöckl das erste Mal als Solokünstler in der „Deutschen Schlagernacht“ in Bad Griesbach auf. Im selben Jahr ging er als Sieger beim bundesweiten Gesangswettbewerb „Talente 2003“ hervor.
Höhepunkte seiner jungen Karriere waren u. a. nationale und internationale Hitparadenplatzierungen, Konzerttouren in den USA, Bolivien, Frankreich oder auch die TV-Moderation des Musikmagazins Startreff unterwegs und verschiedene Radio- und Fernsehauftritte. 2007 wurde ihm der Fachmedienpreis in der Kategorie „Sänger“ verliehen. 2008 erhielt er den 2. Platz im „Deutschen Rock & Pop Preis“ in der Sparte „Bester Schlagersänger“.

Während der Covid-19-Pandemie beendete er seine Bühnen-Karriere und ging in die Autoverkaufsbranche.

## Auszeichnungen
- Sieger Bundesfinale „Talente“ (2003)
- Fachmedienpreis in der Kategorie Sänger (2007)
- Deutscher Rock & Pop Preis 2008 in der Sparte „Bester Schlagersänger“ (2008)
- Ausgezeichnet als „Bester Musicalsänger 2010“ von der Deutschen Popstiftung und dem Deutschen Rock- und Popverband (2010)

## Diskografie
- Meine heimliche Liebe (Single)
- Durch’s Feuer geh’n (Single)
- Ginny (Single)
- Flammen der Liebe (Album)
- Ich hol dir die Sterne (Single)
- Rhythmus der Nacht (Single)
- The world for children (Single)
- Lady Manana (Single)
- Zeit für Menschlichkeit (Album)
- Ich möchte bei dir sein (Album)
- Mit dir nur einmal den Himmel berühr’n (Single 2010)
- Aus Liebe (Single 2011)